# Окорков, Константин Иванович
Константин Иванович Окорков (Окороков) (1896, Ямбург, Санкт-Петербургская губерния — 9 января 1938, Симферополь) — советский партийный деятель. Первый секретарь Керченского горкома ВКП(б) (1935—1937). Член ЦК КП(б) Украины. Делегат  XVII съезда ВКП(б) - Съезда расстрелянных в 1934 году. Репрессирован, расстрелян по обвинению в троцкизме.

## Биография
Родился в 1896 году в городе Ямбург Санкт-Петербургской губернии, теперь город Кингисепп Ленинградской области. С 1912 года учился в Кронштадтской школе юнг. В 1917 году служил на русском флоте рулевым эсминца «Стремительный» в городе Ревеле (Таллинне). Член РСДРП (б) с декабря 1917 года. В 1917-1920 годах в РККФ и РККА. В 1920 году служил в ВЧК в городе Уфе. В 1921-1925 годах — на партийной работе в поселке Бодайбо Иркутской губернии. В 1925-1928 годах инструктор Иркутского уездного комитета РКП(б), ответственный секретарь Слюдянского районного комитета ВКП(б) Иркутского округа, на партийной работе в городе Луганске.
Член ЦК КП(б) Украины в ноябре 1927 — январе 1932 и в январе 1934 — январе 1937 года. Кандидат в члены Организационного бюро ЦК КП(б)У в июне 1930  — январе 1932 года.
В 1928-1930 годах ответственный секретарь районного комитета КП(б)У города Днепропетровска. В 1930-1931 годах председатель Всеукраинского профсоюза металлистов. В феврале 1931 — сентябре 1933 годах председатель ЦК Союза рабочих металлургической промышленности СССР. В 1933 — январе 1934 года секретарь Донецкого областного комитета КП(б)У по металлургии. В феврале 1934 — январе 1935 годах ответственный секретарь Луганского городского комитета КП(б)У. Делегат  XVII съезда ВКП(б) - Съезда расстрелянных в 1934 году.
В январе 1935 — апреле 1937 года 1-й секретарь Керченского городского комитета ВКП(б) Крымской АССР, член Крымского обкома ВКП(б). Партийная организация Керчи (а это более четырех тысяч коммунистов плюс шесть тысяч комсомольцев) делала многое для решения наболевших проблем. Началось строительство городка металлистов, поселка городского типа при Камыш-Бурунском комбинате, в ускоренном порядке обучались рабочие на Керченском металлургическом комбинате и в Керченском металлургическом техникуме, ФЗУ при ГМЗ, в школе портового ученичества. Были проведены первый Всесоюзный слет металлистов, новаторов производства (1934), стахановцев (декабрь 1935), первая Всесоюзная спартакиада рабочих тяжелой промышленности (1936), в которых принимали участие и керчане. В самом городе открылись техническая библиотека, драмтеатр, фабрика-кухня, третий родильный дом, очередной кинотеатр.

### Репрессии
6 января 1937 года появилась разгромная редакционная статья в газете «Правда»  «Нравы керченского горкома».
28 апреля 1937 года был арестован органами НКВД. Расстрелян 9 января 1938 года в Симферополе. Посмертно реабилитирован.
Сначала К. Окорков отрицал все предъявленные ему обвинения. Строились они на совмещении реальных фактов, в которых никаких антигосударственных действий не было (пьянство партактива, охота, поборы еды и напитков с предприятий города) с вымышленными обвинениями в троцкизме и создании организации. Следствие располагало признательными показаниями арестованных ранее партийных и советских работников города: редактора газеты «Керченский рабочий» Г. И. Семина, начальника агрофабрики А. В. Березина, директора Керченского ГМЗ В. В. Глинки и других. О методах  получения «признаний» можно догадаться: позже почти в полном составе группа следователей, работавших по Керчи, сама оказалась на скамье подсудимых за «нарушения социалистической законности». Следователи вели дело в обвинительном ключе, и настойчиво добивались признаний самого Окоркова. В ход пошли пыточные допросы: «стойка», «колесо», холодные карцеры, водная «диета» и т.д. Эта противозаконная практика документально подтверждена архивными материалами, полученными при аресте в 1939 году руководителей Управления НКВД Крыма. К этому добавили шантаж семьей. И Окорков  сломался и подписал все, что от него требовали. Так появился компромат на других керченских руководителей, в том числе и на В. Глинку.
Из обвинительного заключения "Окорков К.И. проявил благодушие и полную беспечность в разоблачении врагов, в работе с кадрами, покровительствовал троцкистам и вел с ними пораженческие разговоры, не исполнял прямых указаний ЦК... ...позволил замаскированным белым офицерам, нэпманам долгое время орудовать в горкоме, своевременно [не] обезвредил подпольную молодежную троцкистскую организацию в порту, не принял кардинальных мер по разоблачению группы буржуазных националистов (Нагаев, Гафаров и другие)».  Окорков обвинялся в расхищении социалистической собственности и "овельможивании".
На заседании Военной Коллегии Верховного суда СССР и К. Окорков и В. Глинка от своих показаний отказались, заявив, что их пытали, но суд не стал их слушать. Расстреляли Окоркова на следующий день после суда 9 февраля 1938 года. Жену и двоих детей выслали в Коми АССР, где они жили до середины 50-х годов, когда начался процесс реабилитации жертв сталинских репрессий. В числе других был реабилитирован и Константин Иванович Окорков, в его действиях состава преступления обнаружено не было.